# Amazona tresmariae
L'amazzone delle Tre Marie (Amazona tresmariae Nelson, 1900) è una specie di uccello della famiglia Psittacidae.
Questo pappagallo è endemico dell'arcipelago delle Isole Marías, al largo della costa pacifica del Messico.
Considerata una sottospecie di Amazona oratrix sino a quando nel 2015 la Comunità Internazionale degli Ornitologi (IOC - International Community of Ornithologists) ne ha riconosciuto lo status di specie.
L'Unione Internazionale per la Conservazione della Natura (UICN) non ha ancora pubblicato nessun dato sullo stato di conservazione dell'amazzone delle Tre Marie.